# SP-342
A SP-342 é uma rodovia radial do estado de São Paulo, administrada pela concessionária Renovias.

## Denominações
Recebe as seguintes denominações em seu trajeto:
- Nome:		Adhemar Pereira de Barros, Governador Doutor, Rodovia 	de – até:	 SP-340 (Mogi Guaçu) – Espírito Santo do Pinhal – São João da Boa Vista – Águas da Prata – Divisa Minas Gerais

## Descrição
Principais pontos de passagem: SP 340 (Moji-Guaçu) - Espirito Santo do Pinhal - São João da Boa Vista -SP 215 - Divisa MG

## Características

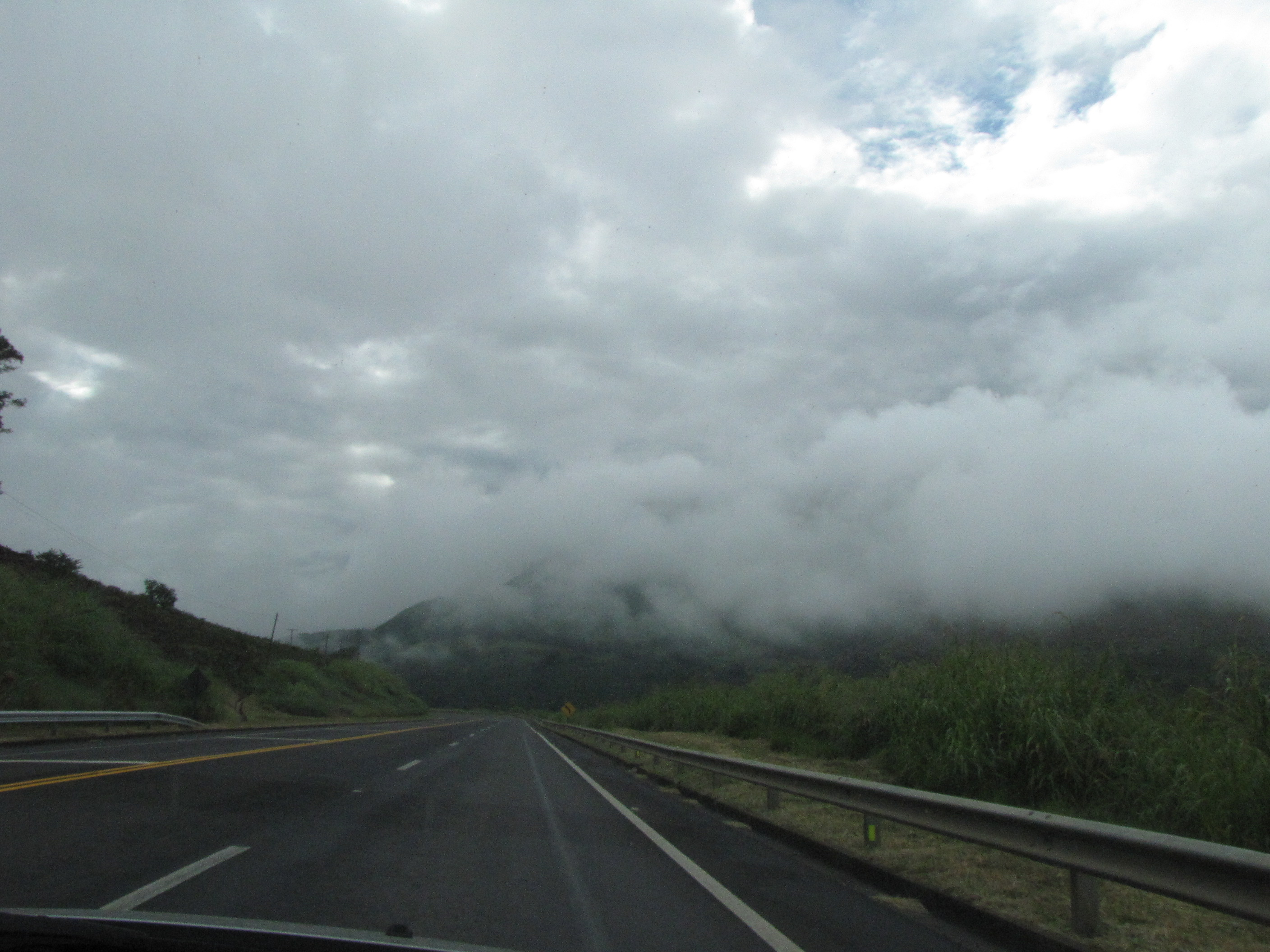
Trecho da SP-342 em Águas da Prata.

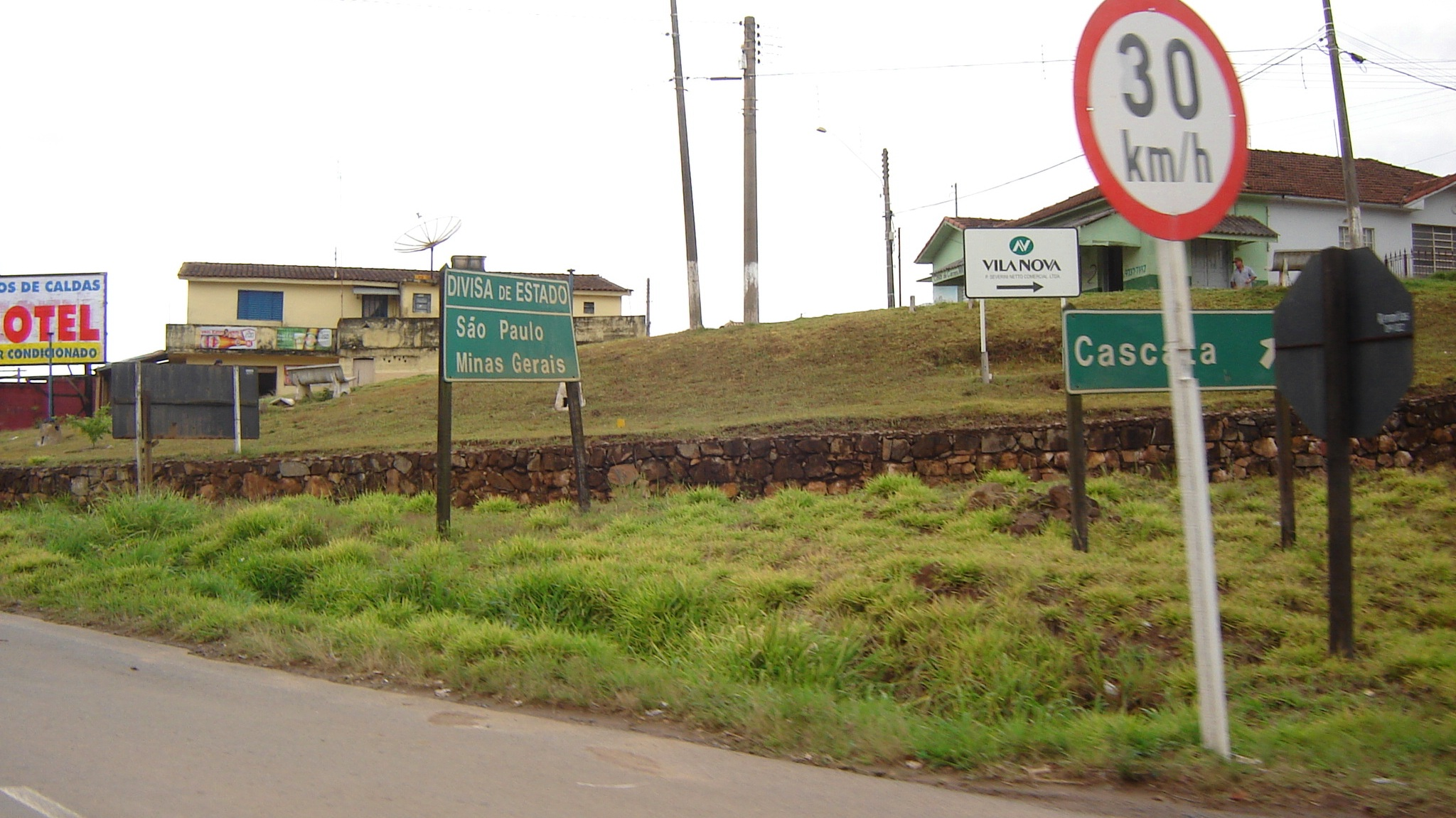
Trecho da SP-342 na divisa de Minas Gerais.

### Extensão
- Km Inicial: 171,500
- Km Final: 251,150

### Localidades atendidas
- Mogi Guaçu
- Espírito Santo do Pinhal
- São João da Boa Vista
- Águas da Prata
- Cascata
- Ponto da Cascata

## Pedágios
Os pedágios desta rodovia estão sob responsabilidade da concessionária Renovias.
| Pedágio | km  | Sentido      | Município                | Geocoordenadas              |
| ------- | --- | ------------ | ------------------------ | --------------------------- |
| 1       | 192 | Bidirecional | Espírito Santo do Pinhal | 22°15'08.49"S 46°48'48.21"W |
| 2       | 240 | Bidirecional | Águas da Prata           | 21°55'49.92"S 46°41'47.25"W |